# Jean de Colins
Jean (Guillaume César Alexandre) Hippolyte, Baron de Colins (* 1783 in Brüssel; † 1859 in Paris) war ein französischer Sozialphilosoph.
Er kämpfte 1803–1815 in der französischen Armee und erhielt 1830 die französische Staatsbürgerschaft. Er beteiligte sich an den Revolutionen von 1830 und 1848.

## Veröffentlichungen
- Le Pacte social (Der Gesellschaftsvertrag); 1834
- Qu’est-ce que la science sociale; 1854–55
- La Science sociale (Sozialwissenschaften); 1857
- De la souveraineté; 1857 (Online)
- La science sociale; 1857–96